# Кинематограф Кореи
Кинематограф Кореи — один из видов художественного творчества государств Корейского полуострова, национальный стиль и способ подачи кинематографического материала. После разделения Кореи в 1945 году дальнейшее развитие этого сегмента искусства происходило под влиянием взаимоисключающих общественно-политических формаций. С этого периода необходимо выделять кинематограф КНДР и кинематограф Республики Корея.

## Зарождение кинематографа (до 1926 года)
Упоминание о первых в Корее публичных демонстрациях «движущихся фотографий» студии «Pathe» в старом бараке в Сеуле относятся к 1897 году. Есть сведения о демонстрации фильмов в 1898 году в корейской столице около Намдэмуна. Однако, на основании изучения архивов рекламных объявлений — прямых письменных источников, принято считать, что первые киносеансы в Корее проведены в 1903 году на рынке Тондэмун в Сеуле. Первой киносъёмкой, которая была произведена на полуострове, следует считать работу американского путешественника Бертона Холмса, документальная хроника которого в 1899 году была продемонстрирована королевской семье Кореи.
Политика изоляционизма, этические устои, которые предписывало конфуцианство, делали невозможным динамичное развитие национального кинематографа на Корейском полуострове. Однако, с 1910 года, после колонизации Японией, процесс импорта фильмов был упрощён. Спросом у зрителя пользовались фильмы с традиционными приключенческими сюжетами: экранизации английских баллад о Робин Гуде, немецкого эпоса о нибелунгах и тому подобное.
Первые эксперименты в национальном кинематографе сначала ограничивались совмещением двух искусств — драматического и кинематографического: на фоне проецируемых на задний фоновый занавес движущихся или статичных изображений разыгрывались сцены традиционного корейского театра. Эти постановки назывались кино-драмой и были популярны в течение нескольких лет. К началу 1920 года начался процесс производства документальных фильмов. Первой хроникальной стала картина «Панорамный вид на город Кёнсан».
В начале 1923 года был снят первый полнометражный игровой фильм «Граница» (иногда — «Национальная граница»), в апреле того же года — «Клятва, данная под луной» (ряд источников приписывают первенство этой картине, утверждая, что съёмки её были завершены уже в январе). Автором сценария и режиссёром был Юнь Бек-нам.
Фильм «Сказание о Чхунхян», основанный на народном корейском эпосе, имел большой успех у зрителя и продемонстрировал коммерческие перспективы развития кинематографа. За три последующих года появилось семь производственных компаний, среди которых Koryo Film Workshop, Bando Kinema, Kerim Film Society и другие. Картина «Сказание о Чхунхян», как и большинство лент этого периода, была поставлена по заказу колониальных властей японским режиссёром на студии, образованной японскими инвесторами. Хотя японские кинопроизводители ставили много фильмов для корейцев, на близкие и понятные им темы, непрекращающаяся критика корейских печатных изданий не давала возможность зрителю объективно оценить эти работы.

## «Золотая эра» немого кино (1926—1935 годы)

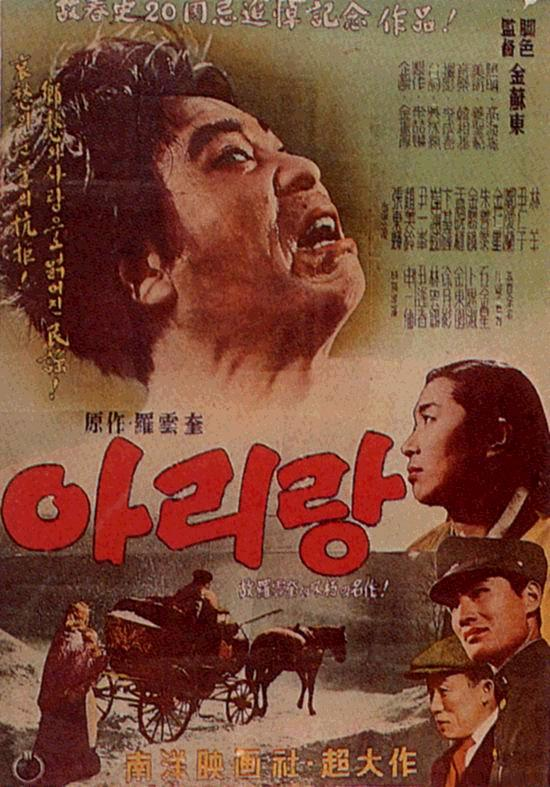
Афиша фильма «Ариран»,
1926 год.

Choson Kinema, как и большинство компаний учреждённая японскими коммерсантами, в 1926 году выпустила фильм «Ариран» (кор. 아리랑), который позже был признан первым шедевром корейского кинематографа. Автором сценария, режиссёром и исполнителем главной роли выступил двадцатипятилетний На Ун-гю. Фильм рассказывает о первой попытке национального сопротивления японским властям, произошедшей 1 марта 1919 года. Возможность свободной демонстрации по всей стране откровенно анти-японского фильма объясняется следующим фактором. В эру немого кинематографа показ фильмов в Корее, как и в Японии, сопровождали реплики комментатора бэнси. В случае наличия в зале цензора или другого представителя колониальных властей давался нейтральный текст. При их отсутствии рассказчики добавляли едкие сатирические комментарии. Сам немой фильм был снят таким образом, что предусматривал возможность двусмысленного восприятия происходящего на экране.
«Ариран» стал символом освобождения Кореи, а народная песня, давшая название фильму, — гимном времён колониализма. По сей день она остаётся одной из любимых песен среди корейцев. Фильм «Ариран» и его популярность окончательно установлили концепцию национального кино. Хотя на этапе становления кинематографа в нём преобладали японские инвесторы с единственной целью извлечения коммерческой выгоды, после «Ариран» корейцы нашли свой путь развития национального кино: реализм, основанный на протесте. Критики иногда называют кинематографистов Кореи «наследниками Арирана». После выхода картины режиссёр На Ун-гю основал Na Un-gyu Productions, которая позже выпустила немало шедевров, сделанных корейцами для корейцев.
Успех Ун-гю вдохновил многих корейских кинематографистов. Позже этот период назовут «золотой эрой немого кино». В ближайшие годы было снято около 70 фильмов, среди которых: «Pung-un-a» (кор. 풍운아, рус. ≈ Солдат удачи, 1926 год), «Deuljwi» (кор. 들쥐, рус. ≈ Полевая мышь, 1927 год), «Jal-itgeola» (кор. 잘 있거라, рус. ≈ Прощайте, 1927 год), «Beong-eoli Sam-ryong» (кор. 벙어리 삼룡, рус. ≈ Глухой Сем-рён, 1929 год), «Salang-eul chaj-aseo» (кор. 사랑을 찾아서, рус. ≈ В поисках любви, 1929 год). Заметным режиссёром этого периода был Шим Хун (1901—1936), который снял только один фильм «Mondong i tul ttae» (кор. 먼동 이 틀 때, рус. ≈ Рассвет), успех которого был соизмерим с картиной «Арирана».
В первой половине 1930-х годов произошёл заметный спад национального кинематографа, вызванный значительным усилением цензуры со стороны колониальных властей. Многие режиссёры были вынуждены эмигрировать в Шанхай. Одним из немногих фильмов этого периода стал «Imja-eobsneun nalusbae» (кор. 임자없는 나룻배, рус. ≈ Паром без перевозчика, 1932 год) режиссёра Ли Гю-хвана (1904—1981).

## Приход звука (1935—1945 годы)

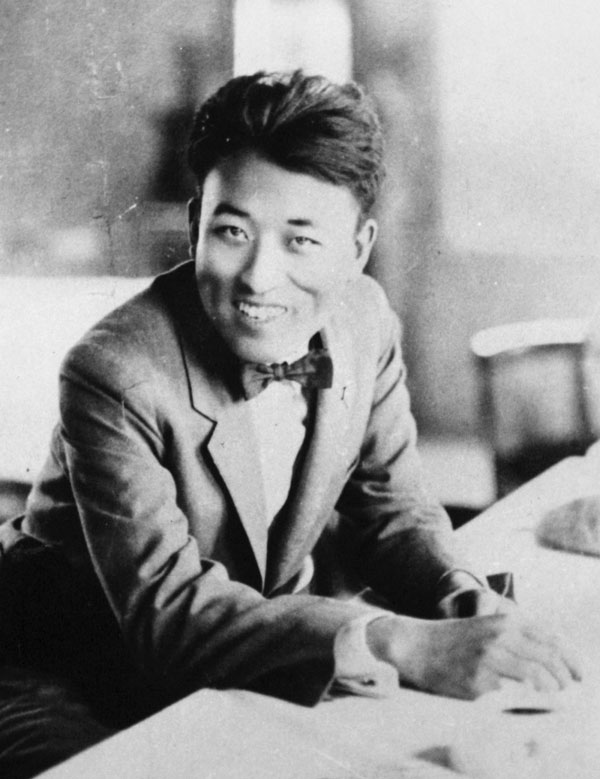
Режиссёр На Ун-гю.

Первым звуковым фильмом Кореи стал в 1935 году фильм «Chunhyang-jeon», ещё одна интерпретация «Сказания о Чхунхян» (о любви юноши из семьи высокого социального положения к девушке-простолюдинке). В начале 1940-х годов число выпускаемых фильмов увеличилось. На Ун-гю начал снимать звуковые фильмы. Среди них были такие значительные произведения, как «Kang geonneo ma-eul» (кор. 강 건너 마을, рус. ≈ Деревня за рекой, 1935 год) и «Oh Mong-nyeo» (кор. 오몽녀, 1937 год). В 1937 году На Ун-гю скоропостижно скончался в возрасте 35 лет.
Звуковые фильмы столкнулись с гораздо жесткой цензурой со стороны японского правительства. Кроме того, уход «бэнси», оказавшихся ненужными с приходом звукового кино, означал, что доносить до зрителя устные антиправительственные комментарии в обход цензуры стало некому.
Показ американских и европейских фильмов сократился, они были заменены на японские: страна вступала в мировую войну и кино стало инструментом пропаганды, в частности, в 1944 году вышел в свет фильм «Дорогой солдат», в котором в идеологически правильном, с точки зрения японской администрации, ключе была отображена служба корейцев в Императорской армии Японии. Начиная с 1938 года все съёмочные компании в Корее перешли в руки японцам, а к 1942 году использование корейского языка в фильмах было прямо запрещено.

## Кинематограф КНДР
С завершением Второй мировой войны период японской колонизации Кореи подходит к концу. В 1945—1948 годах, во время присутствия военного контингента СССР в Северной части Корейского полуострова, там, с поддержкой советских коллег, начал развиваться Северокорейский кинематограф. Уже в 1946 году выпускаются первые документальные фильмы «Наше строительство» и «Демократические выборы». Начавшаяся Корейская война снизила темпы развития национального кино. Однако, фильмы на военно-патриотическую тематику продолжали выпускать. Один из них — «Юные партизаны», — VI Кинофестиваль в Карловых Варах в 1951 году отметил специальной Премией борьбы за свободу. В следующем году подготовлен и выпущен в прокат первый советско-корейский проект — картина «Братья» (полное название в КНДР — «Не забывай Па Чжу Быль!» кор. 잊지말라 파주블!). В 1959 году вышла экранизация национального корейского эпоса «Сказание о девушке Чун Хян» (о любви юноши-аристократа и простолюдинки). Оператору фильма 0 Ун Тхаку Первый (возрождённый) Московский кинофестиваль присудил серебряную медаль.
В соответствии с провозглашённой ещё в 1955 году идеологией чучхе, подтверждённой конституцией 1972 года, все вопросы внутренней жизни должны решаться с позиций самостоятельности, с опорой на собственные силы. Кинематограф, как важнейший инструмент воздействия на сознание граждан страны, находится в полном подчинении руководителей Северной Кореи. Ким Чен Ир в молодые годы лично руководил на месте всем северокорейским кинематографом, «проводя дни и ночи на съемочных площадках». В 1973 году он пишет объёмный труд «О киноискусстве», которым регламентирует все процессы кинопроизводства. В условиях полного регулирования творческого процесса количество и качество фильмов начинает снижаться. Официальные источники Северной Кореи оценивают объём выпускаемых фильмов на уровне 60-70 в год, что соответствует оценкам британской корпорации Би-би-си. Другие источники сообщают об 1-2 фильмах, специально готовящихся для международных фестивалей, и 15-20 выпускаемых ежегодно для внутреннего рынка картинах. Примитивность технической базы не позволила бы выпускать бо́льшее количество.
В 1994 году скончался Ким Ир Сен, государство возглавил его сын Ким Чен Ир. Нельзя говорить о системных переменах в кинематографе, но подход и структура этой индустрии подверглись пересмотру. Произошла, в том числе, активизация международного сотрудничества и появление собственных кинофестивалей: национального и международного. В 1990-е годы студия детских фильмов принимала участие в создании мультфильмов «Король Лев», «Синдбад: Легенда семи морей», «Геркулес», «Покахонтас» и других.
В 2011 году скончался Ким Чен Ир, государство возглавил его сын Ким Чен Ын. Кардинальных перемен в кинематографе не произошло. В 2012 был снят фильм «Товарищ Ким отправляется в полёт», это первый фильм КНДР, в работе над которым приняли участие западноевропейские режиссёры.

## Кинематограф Республики Корея
После завершения Второй мировой войны главной темой в кинематографе была тема освобождения. В качестве основного фильма этих лет принято считать «Да здравствует Свобода!» (англ. Viva Freedom!, кор. 자유만세, 1946 год). Последовавшая Корейская война приостановила развитие национального кинематографа. В 1950—1953 годах производилось не более 5-6 кинолент в год.
Президент молодой республики Корея Ли Сын Ман в числе первых законодательных действий не только льготировал налогообложение кинематографа, но и стимулировал денежными призами высококлассные фильмы. Если до 1956 года производилось не более 20 фильмов в год, то в 1959 году их число превысило 100. Среди лучших картин этого периода называются фильмы Ким Ки Ёна «Горничная» (иногда — «Служанка», кор. 하녀, Hanyo, 1960 год) и Ю Хён Мока «Шальная пуля» (кор. 오발탄, 1960 год), а также картины режиссёра Син Сан Ока «Цветок в аду» (название в международном прокате, оригинал — кор. 지옥화, латинская транслитерация Jiokhwa, 1958 год) и «Sarangbang sonnimgwa eomeoni» (кор. 사랑방 손님과 어머니, ≈ рус. Гость и моя мать, 1961 год). К 1969 году в Южной Корее ежегодно снималось более 230 фильмов и по всей стране было продано свыше 170 миллионов билетов в кинотеатры.
После того, как в стране в 1972 году установилась так называемая Четвёртая республика Южной Кореи, на фоне общего усиления политической цензуры, запрета ряда политических партий и отмены некоторых положений конституции, «золотой век» национального кинематографа сменился глубоким спадом. К 1976 году посещаемость кинотеатров снизилась почти в три раза (до 70 млн посещений в год). Установленная в 1979 году Пятая республика Южной Кореи хоть и характеризовалась попытками реформ, но сопровождалась значительными социальными потрясениями (Бойня в Кванджу).
Предчувствие близости демократических перемен второй половины 1980-х годов открывает творчество авторов с новыми взглядами и идеями. Многие критики считают, что именно этот период сделал центральной фигурой всего корейского кинематографа Им Квон Тхэка с его творческими вершинами: «Мандала» (en:Mandala (film), кор. 만다라, 1981 год) и «Сопхёндже» (en:Seopyeonje, кор. 서편제, 1993 год). С середины 1990-х годов кинематограф Южной Кореи переживает бурный рост. Доля национальных фильмов в прокате увеличилась с 23 % в 1996 году до 50 % в 2001 году, а количество кинозалов, соответственно, с 511 до 1648. Развивались сети кинотеатров CJ-CGV, Megabox и Lotte Cinema. Крупнейшим коммерческим успехом десятилетия стали фильмы Пак Чхан Ука «Объединённая зона безопасности», Кан У Сока «Сильмидо» (en:Silmido (film)), Кан Чже Гю «38-я параллель», которые посмотрели десятки миллионов зрителей. Количество выпускаемой кинопродукции перешло в качество. Фильмы Южной Кореи стали вызывать большой интерес на международных фестивалях и конкурсах.

## Сотрудничество в настоящее время
В 2000 году на встрече глав двух корейских государств была достигнута договоренность о культурном обмене. В Южной Корее был официально показан северокорейский фильм «Пульгасари», созданный на основе древней народной легенды. Пхеньян ответил Сеулу через 3 года. В 2003 в столице КНДР впервые показали южнокорейский фильм — драму «Ариран», — очередную экранизацию истории корейского народа в годы японского колониального правления. Тема вполне идеологически корректна, поэтому северяне приняли делегацию с Юга с должным гостеприимством. Тема единения одного народа дала толчок съёмкам в Республике Корея не только политических боевиков из общей истории, но и романтических комедий, например, «Девушка с Севера, парень с Юга».
У двух стран не только общие классические сюжеты «Ариран», «Чхунхян» или вариации на тему боевых искусств. Кинематографисты Северной Кореи учились в СССР раньше, Южной — учатся в России сейчас. Есть и другие общие позиции. Северокорейские политики всегда поддерживали противление южнокорейских коллег увеличению рынка иностранных фильмов, так как «это ведет к дальнейшему подавлению корейской культуры, лишению корейской нации её национальной самобытности, на смену которым приходят американизация, японизация, вестернизация».